# Божествені хвали

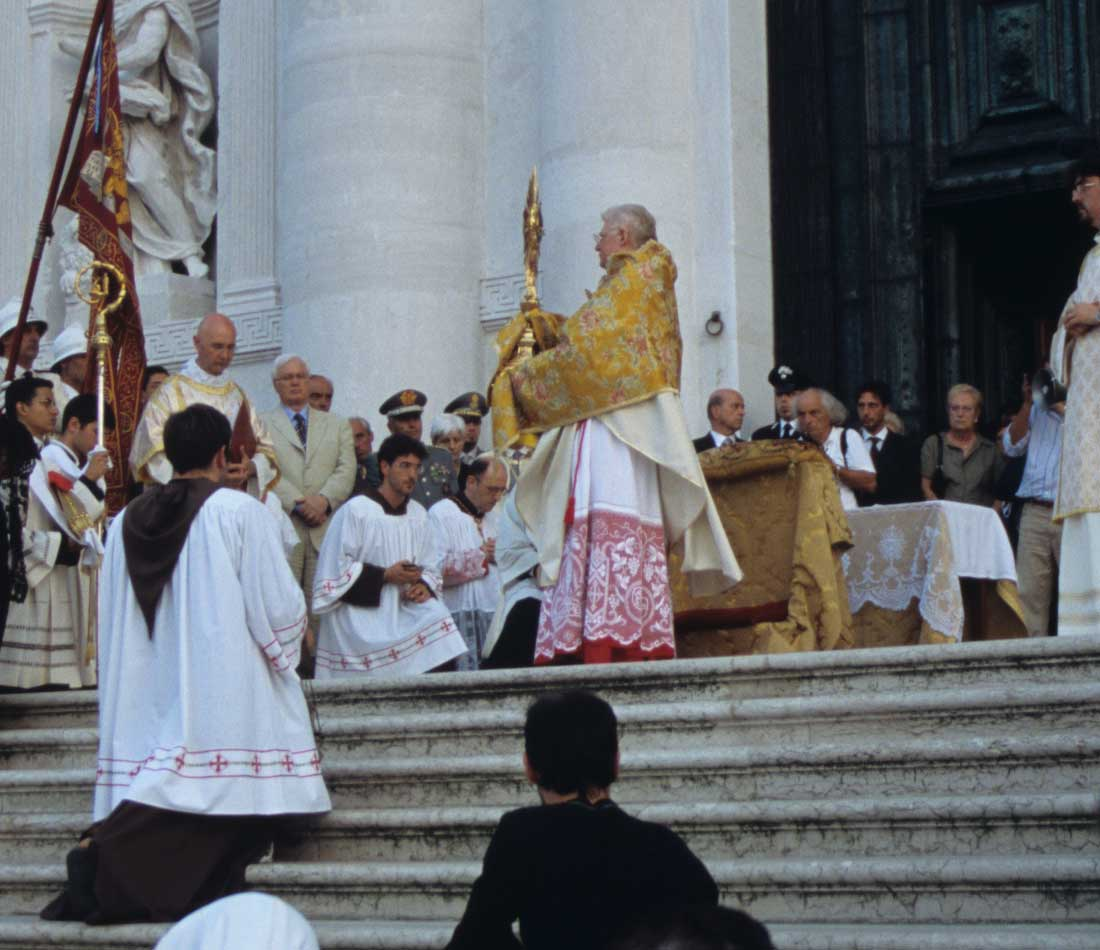
Кардинал Анджело Скола тримає Святі Дари. Венеція, 16 липня 2005.

Божествені хвали (Laudes Divinae) — це католицька молитва, яку традиційно читають під час благословення Святими Дарами. Також її читають, ненароком вилаявшись чи вимовивши якесь богохульство.

## Історія та вжиток
Оригінал молитви написаний італійською мовою, його приписують о. Луїджі Фелічі ТІ (Luigi Felici SI) та датують 1797 роком. Нинішнього вигляду текст молитви набув за часів Папи Римського Пія VII.
Зазвичай молитву читають народною мовою або співають латиною під час адорації, одразу після благословення Дарами. При цьому, зазвичай, священик промовляє молитву по одному рядку, а віряни повторюють слова за ним.

## Текст
| Латина                                               | Українська                                                | Італійська                                        |
| ---------------------------------------------------- | --------------------------------------------------------- | ------------------------------------------------- |
| Benedictus Deus.                                     | Благословен Бог.                                          | Dio sia benedetto.                                |
| Benedictum Nomen Sanctum eius.                       | Благословлене святе Ім'я Його.                            | Benedetto il Suo santo Nome.                      |
| Benedictus Iesus Christus, verus Deus et verus homo. | Благословен Ісус Христос, Істинний Бог та істинна Людина. | Benedetto Gesù Cristo, vero Dio e vero Uomo.      |
| Benedictum Nomen Iesu.                               | Благословене Ім'я Ісуса.                                  | Benedetto il Nome di Gesù.                        |
| Benedictum Cor eius sacratissimum.                   | Благословене Його найсвятіше Серце.                       | Benedetto il Suo sacratissimo Cuore.              |
| Benedictus Sanguis eius pretiosissimus.              | Благословенна Його найдорогоцінніша Кров.                 | Benedetto il Suo preziosissimo Sangue.            |
| Benedictus Iesus in sanctissimo altaris Sacramento.  | Благословен Ісус в Найсвятішому Таїнстві вівтаря.         | Benedetto Gesù nel SS. Sacramento dell’altare.    |
| Benedictus Sanctus Spiritus, Paraclitus.             | Благословен Святий Дух Утішитель.                         | Benedetto lo Spirito Santo Paraclito.             |
| Benedicta excelsa Mater Dei, Maria sanctissima.      | Благословена велика Матір Божа, найсвятіша Марія.         | Benedetta la gran Madre di Dio, Maria Santissima. |
| Benedicta sancta eius et immaculata Conceptio.       | Благословене Її святе й непорочне Зачаття.                | Benedetta la Sua santa e Immacolata Concezione.   |
| Benedicta eius gloriosa Assumptio.                   | Благословене Її славне Успіння.                           | Benedetta la Sua gloriosa Assunzione.             |
| Benedictum nomen Mariae, Virginis et Matris.         | Благословене ім'я Марії, Діви й Матері.                   | Benedetto il Nome di Maria, Vergine e Madre.      |
| Benedictus sanctus Ioseph, eius castissimus Sponsus. | Благословен святий Йосиф, Її пречистий Обручник.          | Benedetto S. Giuseppe, Suo castissimo Sposo.      |
| Benedictus Deus in Angelis suis, et in Sanctis suis. | Благословен Бог у своїх Ангелах та у святих Своїх.        | Benedetto Dio nei Suoi Angeli e nei Suoi Santi.   |
| Amen.                                                | Амінь.                                                    | Amen.                                             |